# 간잡이
간잡이는 생선에 소금을 절이는 사람을 부르는 말이다. 염장인(鹽藏人) 또는 염장꾼이라고도 한다.
보통 생선의 배나 몸 부위 등에 소금으로 절여서 부패를 막는 사람을 가리킨다. 생선은 바다에서 갓 잡으면 부식을 막기위해 소금으로 간을 절이는데 안동간고등어는 바다가 없는 내륙지방인 안동 지역의 특성상 수산물을 생산할 수 없기 때문에 대개 경상북도 영덕군 등의 동해안 지역에서 나는 생고등어를 공수하여 안동에서 소금으로 간을 절여서 부패를 막은 것을 계기로 이 역할을 하는 자를 간잡이라고 부른다.